# Maria Inés Teresa Arias Espinosa

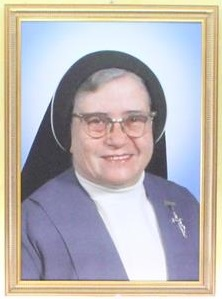
Sr. Maria Inés Teresa vom allerheiligsten Sakrament

Maria Inés Teresa Arias Espinosa, Ordensname Maria Inés Teresa vom allerheiligsten Sakrament, (* 7. Juli 1904 in Ixtlán del Río, Nayarit, Mexiko; † 22. Juli 1981 in Rom) war eine Ordensschwester und Gründerin der Kongregation der Missionsklarissen vom allerheiligsten Sakrament. Sie wird in der katholischen Kirche als Selige verehrt. Ihr Gedenktag in der Liturgie ist der 22. Juli.

## Leben
Maria Inés Teresa wurde am 7. Juli 1904 in Ixtlán del Río in Mexiko geboren. Ihre Eltern waren Eustaquio Arias Arroniz und María Espinosa López Portillo. Sie wurde auf den Namen Manuela de Jesús getauft. Während des nationalen eucharistischen Kongresses in Mexiko im Oktober 1924 erkannte sie ihre Berufung zum Ordensleben. Am Christkönigsfest des Jahres 1926 weihte sie ihr Leben der barmherzigen Liebe Gottes und trat am 7. Juni 1929 in das Klarissenkloster Ave Maria in Los Angeles ein, da die Kirche, Geistliche und Ordensleute zu dieser Zeit in Mexiko unter der Guerra Cristera zu leiden hatten.
Am 12. Dezember legte Sr. Maria Inés Teresa vom allerheiligsten Sakrament ihre zeitliche Profess ab. Bei der Professfeier hatte sie ein spirituelles Erlebnis: Das Bild der Unserer Lieben Frau von Guadalupe, das in der Kapelle hing, sprach zu ihr und gab ihr ein Versprechen, das die missionarische Berufung in ihr stärkte. Im Jahr 1933 legte sie dann die ewige Profess ab.
Im Jahr 1945 bekam sie von ihren Ordensoberen und den kirchlichen Autoritäten die Genehmigung, die Klausur des Klosters zu verlassen und eine neue Kongregation, die Missionsklarissen vom allerheiligsten Sakrament, zu gründen. In kürzester Zeit erhielt die neue Kongregation auch die päpstliche Anerkennung. Maria Inés Teresa wurde zur ersten Generaloberin ernannt und behielt dieses Amt bis zu ihrem Tod.
Mutter Maria Inés Teresa gründete Konvente und Missionsstationen in Japan, Indonesien, Sierra Leone, Nigeria, den USA, Costa Rica, Mexiko, Italien, Spanien, Irland, Argentinien, Russland, Deutschland, Korea und Indien. Im Jahr 1979 gründete sie einen männlichen Zweig ihrer Gemeinschaft, die Missionare Christi für die Universalkirche. Ebenso entstanden Gruppen von Laien und Priestern, die sich der Spiritualität von Mutter Maria Inés Teresa verbunden fühlten. Gemeinsam bilden sie heute die Inesianische Familie.

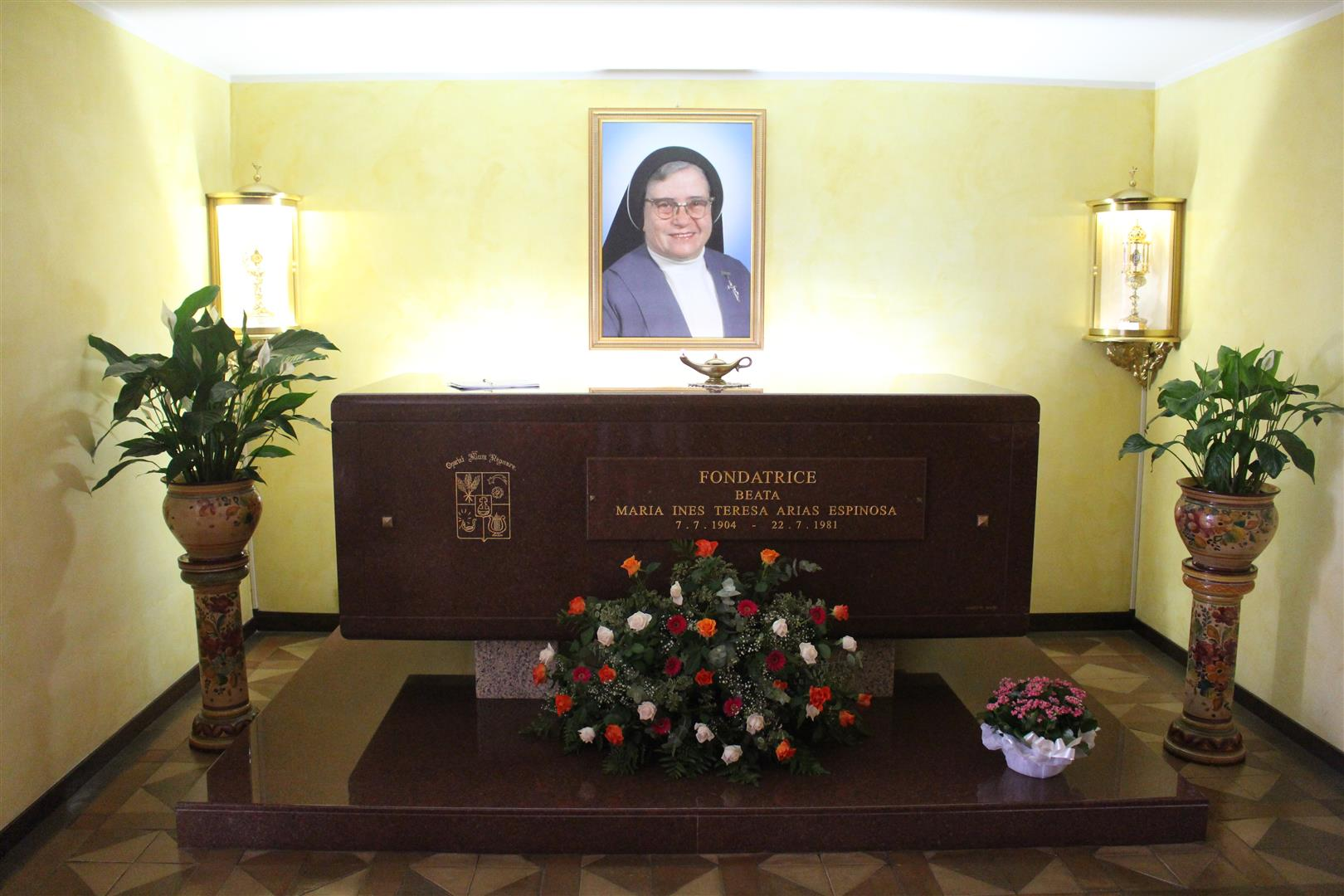
Grab der seligen Mutter Maria Inés Teresa vom allerheiligsten Sakrament

Am 9. Dezember 1980 wurde Mutter Maria Inés Teresa aus Anlass ihres 50. Professjubiläums von Papst Johannes Paul II. empfangen und konnte in seiner Anwesenheit noch einmal ihre Gelübde erneuern. Am 22. Juli 1981 starb Mutter Maria Inés Teresa im Generalat der Kongregation in Rom. Ihr Grab befindet sich in der Kapelle des Generalates in Rom (Salita di Castel Giubileo, 5–7).

## Verehrung
Am 21. April 2012 wurde Mutter Maria Inés Teresa vom allerheiligsten Sakrament von Kardinal Angelo Amato im Auftrag von Papst Benedikt XVI. in der Basilika Unserer lieben Frau von Guadalupe in Mexiko-Stadt seliggesprochen. Ihr liturgischer Gedenktag ist ihr Todestag, der 22. Juli.